# ムニン (人工衛星)
ムニン（Munin）はスウェーデンのナノサット。2000年11月21日にヴァンデンバーグ空軍基地からその他二つの衛星と共にデルタ IIによって打ち上げられた。
ムニンはSwedish Institute of Space PhysicsがLuleå University of Technologyとウメオ大学の学生と協力して開発された。最終通信は2001年2月12日であり、手動でCPUをリセットした後だった。原因はおそらくブートPROMにあったと思われる。

## 機体情報
- 機体
  - サイズ: 213 x 213 x 218 (高さ) mm
  - 重量: 6 kg

- 科学
  - イオン・電子線複合スペクトロメーター
  - 高エネルギー粒子探知器
  - 小型CCDカメラを使用したオーロラ撮影

- オンボードコンピューター
  - CPU: Texas Instrument TMS320C50
  - RAM: 2 Mb

- 軌道
  - 近点: 698 km,
  - 遠点: 1800 km.